# 贡宾嫩行动
貢賓嫩行動，也稱為戈達普行動或戈爾達普-貢賓嫩行動（俄语：Гумбиннен-Гольдапская наступательная операция），是1944年末蘇聯在東線發動的一次攻勢，其中白俄羅斯第三方面軍的部隊試圖滲透東普魯士邊境。

## 部署

### 德國國防軍
- 中央集團軍（大將喬治-漢斯·萊因哈特）
  - 第3裝甲軍團南翼（大將艾哈德·勞斯）
    - 第40裝甲軍（中將齊格弗里德·海因里希）
    - 第9軍團（將軍羅爾夫·沃特曼）

  - 第4軍團北翼（步兵上將弗里德里希·霍斯巴赫）
    - 第27軍（中將馬克西米利安·費爾茲曼）
    - 第41裝甲軍（中將赫爾穆特·魏德林）
    - 赫爾曼‧戈林傘兵裝甲軍（中將威廉‧施馬爾茨）
    - 第6軍團（中將霍斯特·格羅斯曼）

### 蘇聯紅軍
- 白俄羅斯第3方面軍（大將伊凡·切爾尼亞霍夫斯基）
  - 第11近衛軍（上將庫茲馬·加利茨基）
    - 第2坦克近衛軍（少將阿列克謝·布代內伊）

  - 第5集團軍（中將彼得·沙夫拉諾夫）
  - 第28集團軍（中將亞歷山大·盧欽斯基）
  - 第39集團軍（中將伊凡·柳德尼科夫）
  - 第31集團軍（上將瓦西里·格拉戈廖夫）
  - 第1航空軍（航空兵上校季莫菲·赫柳金）

## 过程

### 蘇聯攻勢
10月16日，第11近衛軍團預計在威爾科維什肯-貢賓嫩公路兩側對第4軍團北翼發動進攻，並於上午9時30分開始猛烈炮火。上午11點，砲兵準備的最後階段結束，隨後第8近衛步槍軍（M·N·扎瓦多夫斯基中將）和第16近衛步槍軍（S·S·古里耶夫中將）發動攻擊。第一個攻擊中隊——第5、26、31和84中隊，在第二次會議中，第83和第11近衛兵在德軍主戰線對面約200-250公尺處佔據了攻擊位置，另外四個師（第1、第5、第16和第18警衛師）緊跟在後，作為第二攻擊中隊。在陸軍左翼，J·W·里斯科夫將軍領導的第36近衛步兵軍部署在多比林方向。在北翼，第5軍團第65步兵軍（G·N·佩列克雷斯托夫少將）伴隨進攻；在南翼，第31軍團（沙弗拉諾夫將軍）預計攻擊德軍第131步兵師的陣地。
第一次入侵發生在第549國民擲彈兵師的1097擲彈兵團和第561國民擲彈兵師的1141和1142擲彈兵團的阵地，德軍不得不撤退到最初的中間地帶。蘇軍隨後遭遇強大抵抗，需要幾天才能突破額外的戰術防禦。
在德國第26军的正面。蘇軍突破維爾巴倫以南後，东普鲁士軍團再也無法守住，逐漸撤至比薩河後方，但蘇軍攻勢的成功卻沒有達到切爾納霍夫斯基的預期。10月18日，近衛第11軍團在埃特庫寧（Eydtkuhnen）以南地區越過德國邊境。10月20日，布爾德因吉少將率領的近衛戰車第2軍投入戰鬥，近衛步兵第11師被派往支援。此前，攻擊重點位於通往貢賓嫩（Gumbinnen）的道路以北，但現在已轉移至安格勒普（Angerapp）以南。在近衛第11軍團左翼，近衛步兵第36軍渡過羅明特河，開始攻擊戈達普。

### 德軍反攻
對德國第4集团军來說，隨著貢賓嫩的喪失，使得紅軍有機會直接滲透到柯尼斯堡。為了阻止事態發展，第4軍團不得不對在內梅爾斯多夫突破的蘇軍第2近衛坦克軍發動反擊。為此，增派了兩個坦克師和新的步兵部隊作為增援，以便立即開始反擊。兩個獨立的小組的任務是從北部向羅明特河兩側進攻，從南部向大瓦爾特斯多夫進攻，以切斷和消滅蘇聯近衛第2坦克軍和第8步兵軍的部隊。德國第5裝甲師（利珀特上校）和傘兵裝甲師赫爾曼·戈林（馮·內克爾少將）的部分部隊設法從貢賓嫩地區向南推進約4-6公里，但無法到達大瓦爾特斯多夫。從南部經達肯向北部署的元首擲彈兵旅（卡勒上校）同時到達泰爾羅德鎮。近衛第11軍團最初想繼續向西進攻，10月22日在古賓嫩和內默斯多夫前，與人民衝鋒部隊在安格拉普防線爭奪戰中進行了艱苦的戰鬥。
10月21日，根據切爾納赫科夫斯基陸軍上將的命令，第28軍團的第3近衛步槍軍（亞歷山大·彼得羅夫少將）在疲憊不堪的第8近衛步槍軍的部分投入戰鬥。第28軍團的第128和第20步兵軍部署在第5軍區，以加強第65步兵軍對埃本羅德（Stallupönen）的攻勢。在第45步兵軍的右翼，也部署了由波羅的海第1方面軍提供的第1坦克軍第159坦克旅。
10月22日，近衛第11軍團左翼戈達普鎮被近衛步兵第36軍攻克。第50步兵師（格奧爾格·豪斯少將）和第5裝甲師其他部分發動反擊。德軍在格倫魏登村和魏登格倫德村附近對近衛第11軍團的其他地區進行了進一步的反擊，該軍團最終收到了撤退的命令。

### 最後階段
儘管近衛第11軍團成功阻止了德軍的圍剿行動，但新的德軍裝甲師仍存在繼續反攻的風險。因此，10月22日，切爾尼亞霍夫斯基命令加利茨基將軍停止對貢賓嫩的進攻，集中力量摧毀大瓦爾特斯多夫附近的德軍坦克部隊。最終，10月23日，切爾納霍夫斯基決定將近衛第11軍團部隊撤回羅明特後方約15公里處。原因是最高統帥司令部總部期望對第4軍團進行進一步增援。波羅的海第一方面軍本應從北部支援白俄羅斯第三方面軍的攻勢也被取消，這使得國防軍最高統帥部有機會調動數支部隊前往那裡對抗白俄羅斯第三方面軍。10月23日至24日晚，近衛第11軍團和近衛戰車第2軍撤退到羅明特後方。
第31軍團（部署在近衛第11軍團以南）和第28軍團繼續進攻，直到10月26日。在北部，蘇軍第5軍團將東普魯士第1步兵師（希特尼希中將）逼回施洛斯貝格（皮亞倫區）。10月25日，斯塔盧波嫩被第28軍團佔領。
10月26日起，第4軍團大幅增援；因此，行動於10月30日被蘇軍停止。第50步兵師和第5裝甲師作為第39軍的一部分進行了另一次反擊。德國的裝甲軍在11月2日至4日的戰鬥中奪回了失落的戈達普鎮；將前線延伸到了城市的東部邊緣。